# Dmîtrivka, Zolotonoșa
Dmîtrivka (în ucraineană Дмитрівка) este localitatea de reședință a comunei Dmîtrivka din raionul Zolotonoșa, regiunea Cerkasî, Ucraina.

## Demografie
Componența lingvistică a localității Dmîtrivka
     Ucraineană (97,56%)
     Rusă (2,3%)
     Alte limbi (0,07%)
Conform recensământului din 2001, majoritatea populației localității Dmîtrivka era vorbitoare de ucraineană (97,56%), existând în minoritate și vorbitori de rusă (2,3%).